# Torenia thorelii
Torenia thorelii är en tvåhjärtbladig växtart som beskrevs av Bonati. Torenia thorelii ingår i släktet Torenia och familjen Linderniaceae. Inga underarter finns listade i Catalogue of Life.